# حبيب هارون
حبيب هارون هارون سعيد (مواليد 5 أكتوبر 2000 في البحرين) هو لاعب كرة قدم بحريني يجيد اللعب في مركز الوسط المحوري وبدرجة أقل الوسط المدافع. يلعب حاليا لصالح ترغكانو الذي ينافس في دوري السوبر الماليزي منذ 2021.

## روابط خارجية
- حبيب هارون على موقع Soccerway.com (الإنجليزية)